# 6784 Богатиков
6784 Богатиков (6784 Bogatikov) — астероїд головного поясу, відкритий 28 жовтня 1990 року.
Тіссеранів параметр щодо Юпітера — 3,313.